# Cruzeiro Futsal do Assu
El Cruzeiro Futsal do Assu, conegut com a Cruzeiro de Assu, és un club de futbol sala brasiler de la ciutat de Assu a l'estat del Rio Grande do Norte.
El club fou fundat en 1982 per estudiants d'un col·legi de la ciutat. En els últims deu anys, el Cruzeiro veure s'destacant en l'estat i guanyant títols, amb els campionats municipals i estatals. El club guanyó la Taça Brasil de futbol sala en 2016, sent el primer títol nacional de l'equip. Actualment disputeix el Campionat Potiguar de fútbol sala.
El club juga al pavelló municipal Deputado Arnóbio Abreu, amb a capacitat per a 3.000 persones.

## Palmarès
- 1 Taça Brasil: 2016
- 3 Campionats Potiguars: 2013, 2015 i 2017
- 1 Assú Open de Futsal: 2011